# Webmaster
Webmaster befassen sich mit der Planung, grafischen Gestaltung, Entwicklung, Wartung, Vermarktung und Administration von Websites und -anwendungen im Internet oder im Intranet einer Organisation. Sie sind der erste Ansprechpartner bei technischen Problemen, Fragen oder Anregungen zu einer Website.
Der Begriff wurde ursprünglich als Bezeichnung für den Administrator eines Webservers verwendet.
Heute wird Webmaster auch als Berufsbezeichnung benutzt und kommt z. B. häufig in Stellenanzeigen vor.

## Überblick
Webmaster sind gesamtverantwortliche Projektleiter bei der Planung und Durchführung von Webprojekten. Sie sind Generalisten mit Kompetenzen in den Bereichen Web-Business, Webdesign, Web-Programmierung und Webserver-Administration und können daher auch an der Umsetzung von statischen und auch dynamischen Inhalten im Internet mithilfe von relativ einfachen Auszeichnungssprachen (wie etwa HTML) oder auch von komplexeren Programmiersprachen sowie auch Contentmanagement- und Redaktionssystemen mitarbeiten. Sie sind dann z. B. für die Programmierung, Entwicklung von Datenbanksystemen oder benutzerfreundlichen Mensch-Maschine-Schnittstellen (Interfacedesign) zuständig (siehe auch Web-Engineering).
Gegenwärtig existiert in Deutschland noch keine staatlich anerkannte Ausbildung für den Webmaster. Andere Ausbildungen in den Informatik-Berufen haben heutzutage meist auch die Grundlagen zur Webentwicklung in den Lehrplan aufgenommen.
Als betont weibliche Form des Webmasters werden manchmal die Begriffe Webmistress oder im Deutschen auch Webmeisterin verwendet.

## Ursprung
Der Begriff Webmaster (englisch aus den Wörtern Web – als Kurzform von World Wide Web – und master = Meister) wurde 1992 von Tim Berners-Lee, dem Erfinder des World Wide Web, in dem Dokument Style Guide for Online Hypertext geprägt. Berners-Lee schlug darin vor, dass jeder Administrator eines Webservers oder einer Website eine E-Mail-Adresse der Form webmaster@domain als Alias für die eigene E-Mail-Adresse anlegen soll. Gegenüber einer personengebundenen E-Mail-Adresse hat das den Vorteil, dass dem Absender eine immer gleichbleibende E-Mail-Adresse zur Verfügung steht, auch wenn die verantwortliche Person wechselt. Webmaster gehört zu den Role-Accounts, die im RFC 2142 beschrieben werden.

## Webmaster als Beruf

### Geschichte
Bereits seit den Anfängen des World Wide Web in den frühen 1990er Jahren wird der Begriff Webmaster auch als Tätigkeits- oder Berufsbezeichnung für Personen genutzt, die eine Website betreiben oder in irgendeiner Form für eine Internetpräsenz verantwortlich sind. Zu jener Zeit war es gängige Praxis, dass Websites von nur einer Person entwickelt wurden. Damit ist der Beruf des Webmasters vom Grundsatz her generalistisch angelegt: Webmaster waren für die Konzeption, Entwicklung, Veröffentlichung und Vermarktung gleichermaßen verantwortlich.
Mit der schnellen Weiterentwicklung der Webtechnologien und der Kommerzialisierung des World Wide Web wuchsen die Anforderungen an die fachliche Qualifikation in allen Bereichen stark. Heute werden komplexe, kommerzielle Websites zumeist von einem Team aus verschiedenen Spezialisten entwickelt:
- Web-Business-Experten (Konzepter, Online-Marketing- und E-Commerce-Spezialisten)
- Grafik-, Web- und User-Interface-Designer
- Programmierer/Softwareentwickler
- System- und Netzwerkadministratoren

Vor diesem Hintergrund hat sich das Berufsbild des interdisziplinär arbeitenden Webmasters verändert, und es ist inzwischen auch hier ein starker Trend zur Spezialisierung zu beobachten. Mancherorts wird diskutiert, ob der Begriff Webmaster als Berufsbezeichnung noch zeitgemäß ist. Andererseits wird argumentiert, dass es gerade bei der Komplexität der heutigen Webprojekte mehr denn je einen Generalisten geben müsse, der das Projekt überwacht und die Projektabläufe koordiniert.

### Berufsbezeichnung
Webmaster ist in Deutschland, Europa, Russland und in vielen anderen Ländern keine gesetzlich geschützte Berufsbezeichnung. Damit kann der Begriff von jeder Person legal als Berufsbezeichnung geführt werden.

### Berufsbild
Das Berufsbild des Webmasters ist nicht einheitlich definiert und auch international unterschiedlich. Aufgrund der schnellen Weiterentwicklung der Internet- und Web-Technologien ändert sich das Berufsbild sehr rasch. Der deutsche Webmasters Europe e. V. beispielsweise beschreibt in seiner Berufsbild-Definition den Webmaster als einen „Website-Architekten“, dessen Kernaufgabe es ist, „die Konstruktion einer Website in technischer, wirtschaftlicher, funktionaler und gestalterischer Hinsicht zu planen und zu koordinieren, ähnlich wie ein Architekt die Planung und Koordination bei der Errichtung von Bauwerken wahrnimmt“. Dazu benötigt ein Webmaster Wissen aus den vier Kernbereichen der Web-Entwicklung und -Publikation: Web Business Management, Webdesign, Web-Programmierung und System- und Netzwerkadministration.

### Arbeits- und Tätigkeitsfelder
Webmaster als Generalisten und „Website-Architekten“ planen, koordinieren und überwachen die Entwicklung von Websites und Webanwendungen. Im Mittelpunkt ihrer Arbeit steht die Sicherstellung des Projekt- und ggf. des Markterfolgs einer Internetpräsenz.
- Auswahl und Koordination der verschiedenen am Projekt beteiligten Spezialisten
- Projektsteuerung, Projektmanagement
- Kosten- und Terminkontrolle
- Überwachung und Koordination der Wartung und Weiterentwicklung einer Website nach der Veröffentlichung (Launch)

Dazu nehmen sie beispielsweise folgende Tätigkeiten wahr:
- Beratung in der Planungsphase eines Web-Projektes
- Markt-, Website- und Wettbewerber-Analyse

Als Generalisten mit einer eventuell vorhandenen fachlichen Spezialisierung können Webmaster innerhalb des Projektteams oder alleine auch folgende Aufgaben und Tätigkeiten wahrnehmen:
Bereich Web Business
- Online-Marketing, z. B. Suchmaschinenoptimierung (SEO), E-Mail-Marketing, Affiliate-Marketing
- Reichweiten- und Nutzungsmessung von Websites, E-Mail-Newslettern, Online-Shops etc.
- Überwachung der Einhaltung von Rechtsvorschriften

Bereich Webdesign
- Layout und Design mit Hilfe von HTML und CSS
- Grafik-, Screen- und Interfacedesign mit Hilfe von Grafik- und Bildbearbeitungssoftware
- Usability-Optimierung
- JavaScript-Programmierung

Bereich Web-Programmierung
- Datenbank-Konzeption und -Erstellung
- Softwareentwicklung – Architektur, client- und serverseitige Programmierung z. B. mit JavaScript, XML, PHP, Perl, Python, Java, Ruby

Bereich Administration
- Installation, Konfiguration und Wartung von Internet-Kommunikationsservern auf Basis der gängigen Server-Betriebssysteme, z. B. Unix/Linux, Windows, macOS
- Konfiguration und Wartung der gängigen Internet-Dienste, z. B. WWW, FTP, DNS, News, E-Mail
- Sicherstellung der Zuverlässigkeit, Sicherheit, Performance und hohen Verfügbarkeit dieser Dienste
- Lesen, bearbeiten oder ggf. Weiterleiten der Webmaster-Mail, d. h. der E-Mails, die an die Adresse webmaster@domain geschickt werden

### Arbeitsweise
Webmaster arbeiten als Freiberufler, selbstständige Unternehmer oder als Angestellte in Werbe-, Internet-, Medien- oder Fullservice-Agenturen, bei Internet Service Providern, Systemhäusern oder der IT-Abteilung größerer Organisationen (Unternehmen, Verbände, Öffentlicher Dienst).
Insbesondere kleinere, wenig komplexe Websites werden auch heute oftmals noch von einem Webmaster alleine oder in Zusammenarbeit mit dem einen oder anderen Spezialisten erstellt.
Komplexere Web- und E-Commerce-Anwendungen werden jedoch zumeist von einem größeren Team, bestehend aus verschiedenen Fachexperten, umgesetzt. Ein Webmaster übernimmt dabei typischerweise die Funktion des Beraters, Koordinators oder Projektleiters. Ein Webmaster kann aber auch die Funktion eines Spezialisten in den Bereichen Konzeption, Online-Marketing, Webdesign, Softwareentwicklung oder Administration übernehmen, insbesondere, wenn er/sie sich in einem dieser Bereiche spezialisiert bzw. weitergebildet hat.

### Kompetenzen
Webmaster müssen über fachliche und methodische Kompetenzen in allen oben erwähnten Fachgebieten verfügen, ohne jeweils tiefgehendes Spezialwissen in allen Bereichen zu benötigen. Eine Spezialisierung in mindestens einem Bereich ist jedoch für die meisten Webmaster sinnvoll, da die Arbeitgeber im IT-Bereich aktuell (2007) oftmals Allrounder mit Spezialkenntnissen suchen.
Webmaster als Projekt-Koordinatoren arbeiten oft in einem Spannungsfeld zwischen Kunde und Web-Entwickler. Über das reine Fachwissen hinaus wird von einem Webmaster daher ein hohes Maß an Kommunikations- und Koordinationsfähigkeit, sozialer Kompetenz, Teamfähigkeit, Durchsetzungsvermögen, Kreativität und Belastbarkeit gefordert.
Da sich die Internet-Technologien schnell weiterentwickeln und die Marktbedingungen sich ebenso rasch verändern, muss sich ein Webmaster permanent weiterbilden, um seine Kompetenzen den Anforderungen des (Arbeits-)Marktes anzupassen.

### Ausbildung
Die Ausbildung zum Beruf des Webmasters ist in Deutschland nicht staatlich geregelt, d. h., um den Beruf auszuüben, sind keine formalen Ausbildungs- und Prüfungsnachweise erforderlich. Viele praktizierende Webmaster sind Quereinsteiger mit einer Ausbildung oder einem Studium im technischen, naturwissenschaftlichen, grafischen oder betriebswirtschaftlichen Umfeld, die die notwendigen Kompetenzen durch Berufspraxis oder Weiterbildung erworben haben.
In jüngster Zeit wurden in einige Ausbildungs- und Studiengänge Inhalte eingefügt, die zum Kompetenzbereich eines Webmasters gehören. Dazu zählen u. a.:
- Ausbildung Mediengestalter
- Ausbildung Fachinformatiker
- Ausbildung IT-Kaufmann/Kauffrau
- Studiengänge der Informatik mit speziellen Schwerpunkten, z. B. Angewandte Informatik, Medieninformatik, MultiMediaTechnology[7] Informationstechnologie, Internet Science etc.
- Studium Kommunikationsdesign

Es gibt nur wenige, in der Regel private Bildungsinstitute, die die Aus- oder Weiterbildung zum Webmaster in der gesamten Breite mit allen Teilgebieten in geeigneter Form anbieten. Eine Aus- bzw. Weiterbildung dauert in Vollzeit in der Regel zwischen 6 und 12 Monaten. Typische Ausbildungsinhalte sind:
- Website-Konzeption
- Online-Marketing, Internetrecht, Projektmanagement
- Webdesign (XHTML, CSS, JavaScript)
- Grafik-, Screen- und Interfacedesign
- Foto- und Bildbearbeitungsprogramme (z. B. Adobe Photoshop)
- Autorenwerkzeuge (z. B. der HTML-Editor Dreamweaver von Adobe Inc.)
- Datenbanken (z. B. das Datenbankmanagementsystem MySQL)
- serverseitige Programmierung mittels Skriptsprachen (z. B. PHP oder Node.js)
- IP-Networking, Server-Betriebssysteme (Unix/Linux, Microsoft Windows) und Internet-Dienste (vor allem HTTP, FTP, DNS, E-Mail)

### Abschlüsse/Zertifizierung
Da es für den Webmaster in Deutschland keinen staatlich anerkannten Berufsabschluss gibt, werden von den Bildungseinrichtungen oft institutseigene Zeugnisse erstellt.
Allerdings gibt es auch übergeordnete Abschlüsse: Eine internationale Zertifizierung basierend auf standardisierten Online-Prüfungen bietet im deutschen Sprachraum z. B. der Europäische Webmasterverband Webmasters Europe e. V. an.